# Basilica di Nostra Signora di Heliopolis
La basilica di Nostra Signora di Heliopolis, anche concattedrale di Nostra Signora di Eliopolis, è la prima chiesa cattolica ubicata nella nuova Eliopolis nel 1911. Fa parte del vicariato apostolico di Alessandria d'Egitto.

## Storia
Fu costruita per volere del barone Édouard Louis Joseph Empain dagli architetti Alexandre Marcel ed Ernest Jaspar e fu collocata al centro della nuova città di Eliopolis. Nata come copia ridotta di Santa Sofia (Istanbul), divenne presto una delle caratteristiche distintive di Eliopolis. 
È il mausoleo del barone, che nel 1921 fu sepolto nella sua cripta.

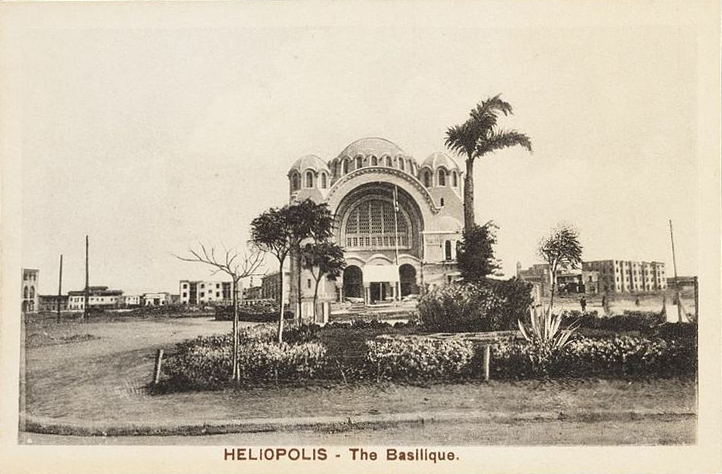
La basilica ritratta su una cartolina